# Andrena simontornyella
Andrena simontornyella là một loài Hymenoptera trong họ Andrenidae. Loài này được Noskiewicz mô tả khoa học năm 1939.